# Luis Belló
Pour l'écrivain, voir Luis Bello.
Pour les articles homonymes, voir Bello (homonymie).
Luis Belló, de son nom complet Luis Belló Martínez, est un footballeur et entraîneur espagnol né le 7 janvier 1929 à Cieza et mort le 3 octobre 2021 à Saragosse. Il évoluait au poste de milieu droit.

## Biographie

### En club
Luis Belló est formé dans le club de sa ville de naissance le CD Cieza (en),,,.
Après un passage au Albacete Balompié, il devient joueur du Real Saragosse en 1950. Le club évolue alors en deuxième division espagnole.
Il participe à la montée et découvre la première division lors de la saison 1951-1952. Le club redescend à l'issue de la saison 1952-1953,.
En 1954, Belló rejoint le  Hércules Alicante,.
De 1956 à 1958, il est joueur du Alicante CF.
Il raccroche les crampons en 1959 après avoir représenté à nouveau son club formateur le CD Cieza (en).
Luis Belló joue au total 86 matchs pour 11 buts marqués en première division espagnole.

### Entraîneur
Il devient entraîneur après sa carrière de joueur,,.
En 1964, il dirige le Real Saragosse : le club remporte alors la Coupe d'Espagne. Le club remporte dispute également une campagne européenne et remporte la Coupe des villes de foires,.
Par la suite, il entraîne successivement les clubs de Hércules Alicante, du Real Betis, du CD Castellón et du Real Murcia,.
Il dirige le Pontevedra CF, lors de la saison 1969-1970, seule saison du club dans l'élite du football espagnol,.
Il entraîne également le Cartagena FC en 1972-1973,.

## Vie privée
Sa fille Maria José Belló est mariée à Ignacio Martínez de Pisón, écrivain et scénariste espagnol.

## Palmarès

### Entraîneur
Real Saragosse
- Coupe des villes de foires :
  - Vainqueur : 1963-64.

- Coupe d'Espagne :
  - Vainqueur : 1963-64

- Championnat d'Espagne D2 :
  - Champion : 1965-66